# منزل بيغ ماما 2 (فلم)
منزل بيغ ماما 2 (بالإنجليزية: Big Momma's House 2)هو فيلم صدر عام 2006 من بطولة مارتن لورنس وشاركت في البطولة نيا لونغ، إيميلي بروكتر، زاكاري ليفي ومارك موسى. وهي تتمة لمنزل بيغ ماما.

## الميزانية والإيرادات
بلغت تكلفة إنتاج الفيلم حوالي 40 مليون دولار بينما حقق أرباحا تقدر بـ 138259062 دولار.

## وصلات خارجية
- منزل بيغ ماما 2 على موقع IMDb (الإنجليزية)
- منزل بيغ ماما 2 على موقع ميتاكريتيك (الإنجليزية)
- منزل بيغ ماما 2 على موقع روتن توميتوز (الإنجليزية)
- منزل بيغ ماما 2 على موقع نتفليكس (الإنجليزية)
- منزل بيغ ماما 2 على موقع ألو سيني (الفرنسية)
- منزل بيغ ماما 2 على موقع Turner Classic Movies (الإنجليزية)
- منزل بيغ ماما 2 على موقع أول موفي (الإنجليزية)
- منزل بيغ ماما 2 على موقع بوكس أوفيس موجو (الإنجليزية)
- منزل بيغ ماما 2 على موقع فيلمافينيتي (الإسبانية)
- منزل بيغ ماما 2 على موقع قاعدة بيانات الفيلم (الإنجليزية)